# Hard Habit to Break
Hard Habit to Break is een nummer van de Amerikaanse rockband Chicago uit 1984. Het is de tweede single van hun veertiende studioalbum Chicago 17.
In dit nummer delen Bill Champlin en Peter Cetera de leadvocalen. "Hard Habit to Break" is een ballad die gaat over een man wiens vrouw van hem gescheiden is, maar de man vindt het erg moeilijk om daar aan te wennen. Het nummer werd alleen in Noord-Amerika, het Verenigd Koninkrijk en Oceanië een hit. In de Amerikaanse Billboard Hot 100 bereikte het de derde plaats.